# Grand prix de littérature policière
Grand prix de littérature policière (česky Velká cena detektivní literatury) je francouzské literární ocenění, které v roce 1948 založil literární kritik a spisovatel Maurice-Bernard Endrèbe. Cena je udělována jednou ročně nejlepšímu detektivnímu románu francouzského autora a zahraničnímu dílu publikovanému ve Francii. Porota se skládá z deseti osobností literárního světa a výjimečně ocení dva romány v jedné kategorii.

## Francouzské romány
- 2023: Darwyne – Colin Niel[1]
- 2022: Le Carré des indigents – Hugues Pagan[2]
- 2021: Rosine, une criminelle ordinaire – Sandrine Cohenová[3]
- 2020: La Fabrique de la terreur – Frédéric Paulin[4]
- 2019: Le Cherokee – Richard Morgiève[5]
- 2018: L’Été circulaire – Marion Brunetová[6]
- 2017: La Daronne – Hannelore Cayreová[7]
- 2016: Un trou dans la toile – Luc Chomarat
- 2015: Derrière les panneaux il y a des hommes – Joseph Incardona
- 2014: Pur – Antoine Chainas
- 2013: Des nœuds d'acier – Sandrine Colletteová
- 2012: Arab jazz – Karim Miské
- 2011: L'Honorable Société – DOA a Dominique Manotti
- 2010: Adieu Jérusalem – Alexandra Schwartzbrod
- 2009: Les Cœurs déchiquetés – Hervé Le Corre
- 2008: Zulu – Caryl Férey
- 2007: Citoyens clandestins – DOA
- 2006: La Colère des enfants déchus – Catherine Fradier
- 2005: Le Dernier Testament – Philip Le Roy
- 2004: Double Peine – Virginie Brac a Les Silences de Dieu – Gilbert Sinoué
- 2003: L'Ivresse des dieux – Laurent Martin
- 2002: Les Brouillards de la butte – Patrick Pécherot
- 2001: Chasseurs de têtes – Michel Crespy
- 2000: Du bruit sous le silence – Pascal Dessaint
- 1999: La Paresse de Dieu – Laurent Bénégui
- 1998: Sans homicide fixe – Serge Gardebled
- 1997: La Mort des bois – Brigitte Aubert
- 1996: Ambernave – Jean-Hugues Oppel
- 1995: La Main morte – Philippe Huet
- 1994: Tiré à part – Jean-Jacques Fiechter
- 1993: Boulevard des ombres – Paul Couturiau
- 1992: La Commedia des ratés – Tonino Benacquista
- 1991: Hôpital souterrain – Hervé Jaouen
- 1990: Billard à l'étage – Michel Quint
- 1989: Un gros besoin d'amour – Tito Topin
- 1988: Aix abrupto – Jean-Paul Demure
- 1987: Trois morts au soleil – Jacques Sadoul
- 1986: N'oubliez pas l'artiste – Gérard Delteil a La Queue du scorpion – Christian Gernigon
- 1985: Meurtres pour mémoire – Didier Daeninckx
- 1984: Sur la terre comme au ciel – René Belletto
- 1983: Collabo Song – Jean Mazarin
- 1982: L'Audience solennelle – Jean-Pierre Cabanes
- 1981: Reflets changeants sur mare de sang, L'Unijambiste de la côte 284 a Aime le maudit – Pierre Siniac
- 1980: Le Crime d'Antoine – Dominique Roulet
- 1979: Le Salon du prêt à saigner – Joseph Bialot
- 1978: Dénouement avant l'aube – Madeleine Coudray
- 1977: La Plus Longue Course d'Abraham Coles, chauffeur de taxi – Christopher Diable
- 1976: Les Sirènes de minuit – Jean-François Coatmeur
- 1975: Un incident indépendant de notre volonté – Yvon Toussaint
- 1974: De 5 à 7 avec la mort – André-Paul Duchâteau
- 1973: Ô dingos, ô châteaux! – Jean-Patrick Manchette
- 1972: Le Canal rouge – Gilbert Tanugi
- 1971: L'Assassin maladroit – René Réouven
- 1970: Zigzags – Paul Andréota
- 1969: Drôle de pistolet – Francis Ryck
- 1968: Un beau monstre – Dominique Fabre
- 1967: Le crocodile est dans l'escalier – Jean-Pierre Alem
- 1966: L'Interne de service – Laurence Oriol
- 1965: Bateau en Espagne – Marc Delory
- 1964: La Jeune Morte – Michel Carnal
- 1963: Piège pour Cendrillon – Sébastien Japrisot
- 1962: Le Procès du diable – Pierre Forquin
- 1961: neuděleno
- 1960: Les Mantes religieuses – Hubert Monteilhet
- 1959: Deuil en rouge – Paul Gerrard
- 1958: On n'enterre pas le dimanche – Fred Kassak
- 1957: Le Bourreau pleure – Frédéric Dard
- 1956: Les Petites mains de la Justice – Guy Venayre a Pleins feux sur Sylvie – Michel Lebrun
- 1955: Assassin mon frère – Gilles-Maurice Dumoulin
- 1954: La Beauté qui meurt – François Brigneau
- 1953: Opération Odyssée – Jean-Pierre Conty
- 1952: Passons la monnaie – André Piljean
- 1951: Fumées sans feu – Jacques Decrest a Germaine Decrest
- 1950: Jeux pour mourir – Géo-Charles Véran
- 1949: La Parole est au mort – Odette Sorensen
- 1948: Le Cinquième procédé – Léo Malet

## Zahraniční romány
- 2023: Small Mercies – Dennis Lehane[1]
- 2022: American Predator – Maureen Callahanová[2]
- 2021: Crvena voda – Jurica Pavičić[3]
- 2020: Dans la gueule de l'ours (Bearskin) – James McLaughlin[4]
- 2019: Green Sun – Kent Anderson[5]
- 2018: No Tomorrow – Jake Hinkson[6]
- 2017: Sanning med modifikation – Sara Lövestamová[7]
- 2016: Tant de chiens – Boris Quercia
- 2015: Toutes les vagues de l'océan (Un millón de gotas) – Víctor del Árbol
- 2014: The Cove – Ron Rash
- 2013: The Killer Is Dying – James Sallis
- 2012: The Devil All the Time – Donald Ray Pollock
- 2011: Limassol – Yishai Sarid
- 2010: Twilight – William Gay
- 2009: Priest – Ken Bruen
- 2008: Isprinsessan – Camilla Läckberg
- 2007: Röddin – Arnaldur Indriðason
- 2006: Librarian – Larry Beinhart
- 2005: Dead Souls – Ian Rankin
- 2004: The Analyst – John Katzenbach
- 2003: Dead Before Dying – Deon Meyer
- 2002: One Foot in the Grave – Peter Dickinson
- 2001: In a Dry Season – Peter Robinson
- 2000: River of Darkness – Rennie Airth
- 1999: Blood Work – Michael Connelly
- 1998: Shadow Play – Frances Fyfield
- 1997: Imperfect Strangers – Stuart Woods
- 1996: The Alienist – Caleb Carr
- 1995: Degree of Guilt – Richard North Patterson
- 1994: Cabal – Michael Dibdin
- 1993: La Tabla de Flandes – Arturo Pérez-Reverte
- 1992: Black Cherry Blues – James Lee Burke
- 1991: The Silence of the Lambs – Thomas Harris
- 1990: A Great Deliverance – Elizabeth George
- 1989: Snowbound – Bill Pronzini
- 1988: A Taste for Death – P. D. Jamesová a Strega – Andrew Vachss
- 1987: Dance Hall of the Dead – Tony Hillerman
- 1986: City Primeval – Elmore Leonard
- 1985: Swing, Swing Together – Peter Lovesey
- 1984: The Maine Massacre – Janwillem van de Wetering
- 1983: No Comebacks – Frederick Forsyth
- 1982: Party of the Year – John Crosby
- 1981: Los Mares del sur – Manuel Vázquez Montalbán
- 1980: A Stranger Is Watching – Mary Higgins Clark
- 1979: Katar – Stanislas Lem
- 1978: And on the Eighth Day – Ellery Queen
- 1977: City of the Dead – Herbert Lieberman
- 1976: Doctor Frigo – Eric Ambler
- 1975: The Dark Number – Edward Boyd a Roger Parkes
- 1974: Mirror, Mirror, on the Wall – Stanley Ellin
- 1973: Millie – E.V. Cunningham
- 1972: The Children Are Watching – Laird Koenig a Peter L. Dixon
- 1971: Hændeligt uheld – Anders Bodelsen a The Ledger – Dorothy Uhnak
- 1970: Tò láthos – Antonis Samarakis
- 1969: The Daughter of Time – Josephine Teyová a Fire, Burn! – John Dickson Carr
- 1968: Traditori di tutti – Giorgio Scerbanenco
- 1967: I Start Counting – Audrey Erskine Lindop
- 1966: The Berlin Memorandum – Adam Hall
- 1965: Gun Before Butter / Question of Loyalty – Nicolas Freeling
- 1964: A Key to the Suite – John D. MacDonald
- 1963: The Ballad of the Running Man – Shelley Smith
- 1962: The Green Stone – Suzanne Blanc
- 1961: neuděleno
- 1960: The Evil of the Day – Thomas Sterling
- 1959: Orders to Kill – Donald Downes
- 1958: The Five-Cornered Square – Chester Himes
- 1957: The Talented Mr. Ripley – Patricia Highsmithová
- 1956: The Desperate Hours – Joseph Arnold Hayes a Nothing in Her Way – Charles Williams
- 1955: Death in Captivity – Michael Gilbert
- 1954: The Body in Grant's Tomb – Cornell Woolrich
- 1953: The End Is Known – Geoffrey Holiday Hall a Horns for the Devils – Louis Malley
- 1952: Follow As the Night – Patricia MacGerr
- 1951: The Red Right Hand – Joel Townsley Rogers
- 1950: After Midnight – Martha Albrand
- 1949: Puzzle for Pilgrims – Patrick Quentin
- 1948: The Bellamy Trial – Frances Noyes Hart